# Нікша Калеб
Нікша Калеб  (хорв. Nikša Kaleb, 9 березня 1973, Меткович) — хорватський гандболіст, олімпійський чемпіон.

## Виступи на Олімпіадах
| Олімпіада  | Дисципліна | Місце |
| ---------- | ---------- | ----- |
| Афіни 2004 | гандбол    | 1     |